# Acaulimalva rhizantha
Acaulimalva rhizantha är en malvaväxtart som först beskrevs av Asa Gray, och fick sitt nu gällande namn av Krapovickas. Acaulimalva rhizantha ingår i släktet Acaulimalva och familjen malvaväxter. Inga underarter finns listade i Catalogue of Life.